# دينتون د. لاك
دينتون د. لاك (بالإنجليزية: Denton D. Lake)‏ هو سياسي أمريكي، ولد في 15 سبتمبر 1887، وتوفي في 5 يناير 1941. حزبياً، نشط في الحزب الجمهوري. وقد انتخب عضو جمعية ولاية نيويورك.